# Mara Romero Borella
Marachiara Romero Borella (Ponte dell'Olio, 3 de junho de 1986) é uma lutadora de artes marciais mistas italiana, que atualmente compete na categoria peso-mosca-feminino do Ultimate Fighting Championship.

## Início
Borella começou a treinar MMA porque um amigo a introduziu no esporte. Antes de formar uma carreira, ela era personal trainer em uma academia, na Itália, e ensinava judô para crianças. Borella é faixa preta de judô, faixa azul de jiu-jitsu, faixa preta de kickboxing e faixa preta de shoot boxing.

## Carreira no MMA
Borella fez sua estreia profissional no MMA em março de 2014. Composta principalmente por organizações locais da Itália, onde ganhou o Cinturão Peso-Galo-Feminino do Kombat League, Borella compilou um cartel de 10-4, antes de se juntar ao Invicta FC, em meados de 2017.

### Invicta FC
Borella fez sua estreia na organização no Invicta FC 24, em 15 de julho de 2017, contra Milana Dudieva, no Scottish Rite Temple, em Kansas City, Estados Unidos. Num card com sete lutas, Borella fez a principal delas, e o equilíbrio marcou a vitória da italiana por decisão dividida (30-27, 28-29, 29-28), diante da russa Dudieva, no peso-mosca.

### Ultimate Fighting Championship
Borella lutou no UFC 216, em 7 de outubro de 2017, contra Kalindra Faria. Em uma luta de estreia tripla, a peso-mosca italiana não teve dificuldades para derrotar a brasileira Kalindra Faria por finalização, com um mata-leão, aos 2m54s do primeiro round. Além de serem duas estreantes no UFC, as atletas foram as primeiras a lutar no peso-mosca desde a criação oficial da divisão no UFC.

## Cartel no MMA
| Cartel no MMA   |             |            |
| 23 lutas        | 12 vitórias | 9 derrotas |
| Por nocaute     | 3           | 4          |
| Por finalização | 4           | 3          |
| Por decisão     | 5           | 2          |
| No contest      | 2           | 2          |

| Res.    | Cartel   | Oponente           | Método                                   | Evento                                            | Data       | Round | Tempo | Local                        | Notas |
| ------- | -------- | ------------------ | ---------------------------------------- | ------------------------------------------------- | ---------- | ----- | ----- | ---------------------------- | --- |
| Derrota | 12-9 (2) | Mayra Bueno Silva  | Finalização (chave de braço)             | UFC Fight Night: Covington vs. Woodley            | 19/09/2020 | 1     | 2:29  | Las Vegas, Nevada            | |
| Derrota | 12-8 (2) | Cortney Casey      | Finalização (chave de braço)             | UFC on ESPN: Overeem vs. Harris                   | 16/05/2020 | 1     | 3:36  | Jacksonville, Flórida        | |
| Derrota | 12-7 (2) | Montana De La Rosa | Decisão (unânime)                        | UFC Fight Night: Anderson vs. Błachowicz 2        | 15/02/2020 | 3     | 5:00  | Rio Rancho, Novo México      | |
| Derrota | 12-6 (2) | Lauren Murphy      | Nocaute Técnico (joelhada e cotoveladas) | UFC on ESPN: Covington vs. Lawler                 | 03/08/2019 | 3     | 1:43  | Newark, Nova Jersey          | |
| Vitória | 12-5 (2) | Taila Santos       | Decisão (dividida)                       | UFC Fight Night: Assunção vs. Moraes II           | 02/02/2019 | 3     | 5:00  | Fortaleza                    | |
| Derrota | 11-5 (2) | Katlyn Chookagian  | Decisão (unânime)                        | UFC on Fox: Jacaré vs. Brunson II                 | 27/01/2018 | 3     | 5:00  | Charlotte, Carolina do Norte | |
| Vitória | 11-4 (2) | Kalindra Faria     | Finalização (mata leão)                  | UFC 216: Ferguson vs. Lee                         | 07/10/2017 | 1     | 2:54  | Las Vegas, Nevada            | Estreia no UFC. |
| Vitória | 10-4 (2) | Milana Dudieva     | Decisão (dividida)                       | Invicta FC 24: Dudieva vs. Borella                | 15/07/2017 | 3     | 5:00  | Kansas City, Missouri        | Estreia no Invicta FC. |
| Vitória | 9-4 (2)  | Iren Racz          | Decisão (unânime)                        | Mushin Fighting 3 - Open Golden Cup 3             | 25/02/2017 | 3     | 5:00  | Nuvolera                     | Ganhou o Cinturão Peso-Mosca-Feminino do Mushin Fighting. |
| Vitória | 8-4 (2)  | Maria Casanova     | Finalização (chave de braço)             | Kombat League - Colosseum 4: Magnum FC Fight Pass | 26/11/2016 | 2     | 2:34  | Sássari                      | |
| NC      | 7-4 (2)  | Lena Ovchynnikova  | Sem Resultado                            | WMMAF - World MMA Cup 2016                        | 13/05/2016 | 3     | 5:00  | Lviv                         | Voltou ao peso-mosca. Originalmente, vitória de Ovchynnikova por decisão dividida; Mudado pelo WMMAF.                                                                                           |
| Vitória | 7-4      | Suvi Salmimies (1) | Decisão (dividida)                       | Cage - Cage 34                                    | 13/02/2016 | 3     | 5:00  | Helsínquia                   | Luta no peso-galo. |
| Vitória | 6-4 (1)  | Lucrezia Ria       | Finalização (chave de braço)             | Kombat League - Colosseum 3                       | 05/12/2015 | 2     | 3:45  | Sássari                      | |
| Derrota | 5-4 (1)  | Jin Tang           | Nocaute Técnico (socos)                  | Kunlun Fight 33 - World Tour                      | 31/10/2015 | 1     | 4:35  | Changde                      | Estreia no peso-mosca. |
| Derrota | 5-3 (1)  | Stephanie Egger    | Nocaute Técnico (interrupção do córner)  | AFG - Arena Fighting Games                        | 04/10/2015 | 1     | 5:00  | Milão                        | |
| Derrota | 5-2 (1)  | Anna Elmose        | Nocaute (socos)                          | UCL 23 - Denmark                                  | 23/05/2015 | 2     | 0:45  | Copenhaga                    | |
| Vitória | 5-1 (1)  | Liubov Tiupina     | Finalização (chave de braço)             | WMMAF - World MMA Championship 2015, Day 4        | 17/04/2015 | 1     | 1:40  | Lviv                         | |
| Vitória | 4-1 (1)  | Katia Curro        | Nocaute Técnico (socos)                  | SFC 16 - Mushin Cage Fighting                     | 07/03/2015 | 1     | 4:18  | Mazzano                      | |
| NC      | 3-1 (1)  | Donatella Panu     | Sem Resultado                            | FIGMMA - Colosseum MMA in the Cage                | 06/12/2014 | 1     | 4:00  | Sássari                      | Originalmente, vitória por finalização (chave de braço) de Borella; Mudado pelo FIGMMA após ela ter recebido 26 anos de suspensão pela Agência Anti-Doping da Itália em 13 de setembro de 2018. |
| Vitória | 3-1      | Elena Bondarenko   | Nocaute Técnico (socos)                  | WMMAF - World MMA Championship 2014, Day 3        | 18/10/2014 | 2     | 1:30  | Lviv                         | |
| Vitória | 2-1      | Ileana Bianzeno    | Decisão (unânime)                        | Kombat League - Cage Fight 14                     | 13/09/2014 | 3     | 5:00  | Veneza                       | Ganhou o Cinturão Peso-Galo-Feminino do Kombat League. |
| Derrota | 1-1      | Debi Studer        | Finalização (guilhotina)                 | MAX FC - Max Monster 2                            | 12/04/2014 | 2     | N/A   | Sempach                      | |
| Vitória | 1-0      | Sara Regini        | Nocaute Técnico (socos)                  | SFC 12 - Saturday Fight Fever                     | 01/03/2014 | 1     | 1:33  | Castiglione delle Stiviere   | Estreia no MMA. |